# Le Chatelard 1802

## Origine
Le Chatelard 1802 est une société de production de lavande et commercialisation de produits cosmétique et de savon à base de lavande fondé en 2001 à Saint-Auban-sur-l'Ouvèze en Drôme.
Elle tient son nom de la colline sur laquelle fut construit en 1802, la ferme appartenant à la famille Montaud. La famille avait alors profité de lois interdisant la construction des maisons à l'intérieur des villages pour s'installer au Chatelard.
Dès 1805, des cultures permanentes de lavandes sont mises en place afin de répondre au besoin en parfumerie de la ville de Grasse. La lavande est vendue brut jusque dans les années 1990.

## Débuts
Afin de profiter de l'image de marque de la lavande de Provence et pour diversifier les ventes de l'exploitation, une activité artisanale est développée.
Cette activité ne relevant plus de l'agriculture, une nouvelle entité juridique est fondée en 2001 par les trois frères Montaud, Sébastien, Christophe et Benoit.
Dans les années 2010, elle emploie 80 salariés dont 45 salariés permanents dans l'usine, et possède 11 magasins en France et un en Roumanie.

## Financement de la croissance et vente à un investisseur chinois
En 2015, les dirigeants envisagent d'introduire en bourse la société sur le marché libre parisien afin de récolter 2 millions d'euros pour pouvoir financer le développement d'une quinzaine de magasin à l'international, et une cinquantaine de franchises dans les dix ans.
Aucun agrandissement du site de production n'est prévu car celui-ci ne fonctionne qu'à 30% de sa capacité maximale.
Les dirigeants renoncent à une introduction en bourse au profit d'un fonds d'investissement.

Le Chatelard 1802 permet à NextStage de rentrer à son capital à hauteur de 6,5 %. 27 % des parts sont détenues par Capital développement Audacia et 66,5 % par Sébastien Montaud et Christophe Montaud. Benoit Montaud est quant à lui responsable de la ferme.

En 2017, les fondateurs acceptent une offre du chinois Reward Group dans le but de se moderniser, de s'agrandir et de recruter afin de prendre une dimension internationale. Reward Group prend alors 75 % des parts de la société et devient majoritaire.
La société se met alors à rechercher des franchisés, avec un droit d'entrée de 10 000 € et des redevances de 4 % du chiffre d'affaires.
Des investissements pour 18 millions d'euros sont prévus afin de porter à dix le nombre de lignes de production avant fin 2019. Cela aurait permis de tripler les effectifs de l'entreprise et de porter son chiffre d'affaires à 120 millions d'euros dont 90% à l'exportation contre 5,6 millions dont 68% à l'exportation en 2017.

## Chute à la suite de la défaillance de l'actionnaire chinois
Le 23 octobre 2018, les mandataires de la société sont renouvelés : NextStage quitte la société au profit de l'arrivée d'une équipe chinoise composée de six administrateurs et d'un directeur général. Christophe et Sébastien Montaud estimant que les promesses chinoises n'ont pas été tenu, ils annoncent leur démission le 10 septembre 2018 et celle-ci prend effet le 3 novembre suivant. Ils laissent alors les postes de président et de directeur à la nouvelle équipe.

Le groupe chinois Reward group, actionnaire majoritaire, est mis en liquidation le 13 mai 2019.
Le Chatelard 1802 est mis en redressement judiciaire en juillet 2019 à la suite d'une cessation de paiement intervenu en juin. En février 2020, le tribunal de commerce de Romans étudie six offres de reprise, dont une d'une trentaine de salariés et une autre des anciens dirigeants. L'activité de l'entreprise est alors au ralenti en raison de son incapacité à s'approvisionner. Le 28 février 2020 un plan de cession est mis en place. Ce plan est arrêté le 20 mars 2020, et la société est mise en liquidation judiciaire le même jour.
L'entreprise est rachetée par Ipsa Group.
Mais IPSA est lui-même mis en redressement judiciaire le 3 février 2021 et en liquidation judiciaire le 16 juin 2021.